# Dhamilikuwa
Dhamilikuwa is een dorpscommissie (Engels: village development committee, afgekort VDC; Nepalees: panchayat) in het noorden van Nepal, gelegen in het district Lamjung in de Gandaki-zone. Ten tijde van de volkstelling van 2001 had het een inwoneraantal van 4368 personen, in 2011 4425 inwoners.